# Calle Valparaíso (Viña del Mar)

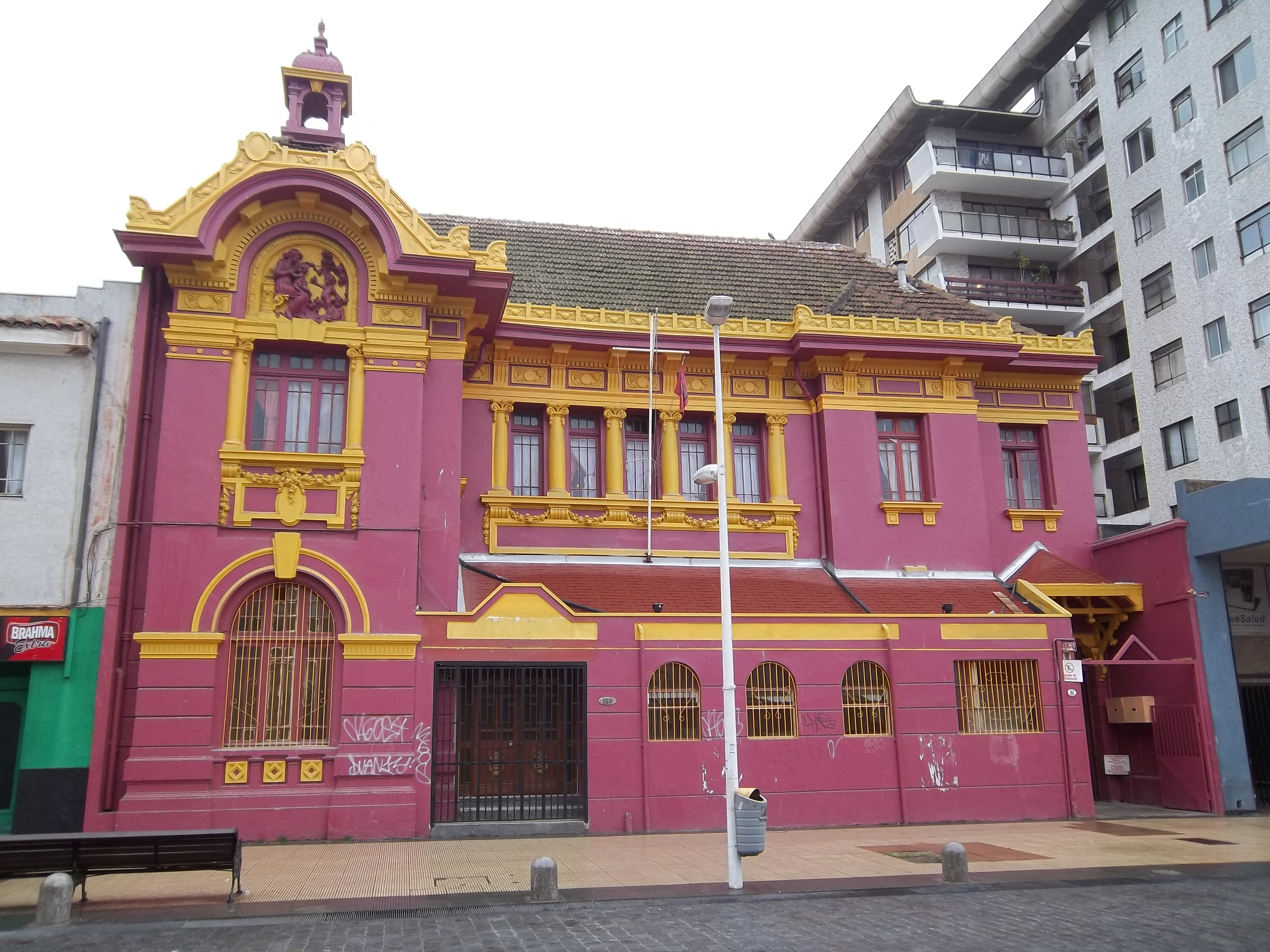
Edificio de la calle Valparaíso, número 158.

La Avenida Valparaíso es una importante arteria comercial del centro de la ciudad de Viña del Mar en la  Región de Valparaíso, Chile. Nace al oeste en la intersección con la calle von Schroeders, a un costado del cerro Castillo y termina al este en el puente Cancha.
Sus orígenes se remontan a la época colonial como la huella que unía a Quillota con Valparaíso. En 1792 el gobernador Ambrosio O'Higgins ordenó transformarla en una vía apta para el paso de carretas. En su recorrido por la hacienda de las Siete Hermanas —al sur del estero Marga Marga— lentamente se comenzaron a levantar varias edificaciones. Ese tramo era por entonces conocido como la calle del Comercio o calle Ancha.
Con el decreto que autorizaba la fundación de la ciudad de Viña del Mar en 1874 la calle fue denominada oficialmente como calle de Valparaíso, ya que era por esa ruta por donde los ciudadanos de la naciente ciudad podían llegar al vecino puerto. En 1912, durante la alcaldía de Guillermo Arriagada, se realizaron las primeras obras de pavimentación.
A través de los años y con el crecimiento de Viña del Mar, la calle se convirtió en el centro comercial, financiero y social de la urbe, contando con una importante cantidad de locales y galerías a su alrededor. Desde los años 1990, la calle Valparaíso dejó de ser el único centro comercial, gracias a la consolidación de Avenida Libertad con Avenida Benidorm.
El 1 de marzo de 2011 se iniciaron obras para reemplazar 5 mil metros cuadrados de baldosas de la arteria por adoquines entre calle Von Schroders y la Plaza Vergara, con una inversión municipal de $359 millones.